# Gmina Lolland
Gmina Lolland (duń. Lolland Kommune) – gmina w Danii, w Zelandii.
Gmina powstała w 2007 roku na mocy reformy administracyjnej z połączenia gmin Holeby, Højreby, Maribo, Rødby, Nakskov, Rudbjerg i Ravnsborg.
Siedzibą gminy jest miasto Maribo.